# Circolo Sportivo Trevigliese 1927-1928
Questa pagina raccoglie le informazioni riguardanti il Circolo Sportivo Trevigliese nelle competizioni ufficiali della stagione 1927-1928.

## Rosa
| N. |                   | Ruolo | Calciatore       |
| -- | ----------------- | ----- | ---------------- |
|    | Italia (bandiera) | D     | Luigi Basa       |
|    | Italia (bandiera) | A     | Attilio Belloni  |
|    | Italia (bandiera) | A     | Bernardelli      |
|    | Italia (bandiera) | D     | Giovanni Carioli |
|    | Italia (bandiera) | D     | Pompeo Casati    |
|    | Italia (bandiera) | P     | Cercami          |
|    | Italia (bandiera) | A     | Emilio Ferrandi  |
|    | Italia (bandiera) | D     | Umberto Grandi   |

| N. |                   | Ruolo | Calciatore       |
| -- | ----------------- | ----- | ---------------- |
|    | Italia (bandiera) | A     | Lombardi         |
|    | Italia (bandiera) | A     | Manerolo         |
|    | Italia (bandiera) | A     | Vincenzo Motta   |
|    | Italia (bandiera) | D     | Giacomo Muttoni  |
|    | Italia (bandiera) | C     | Angelo Prandina  |
|    | Italia (bandiera) | C     | Rivolta          |
|    | Italia (bandiera) | P     | Carlo Somigliana |
|    | Italia (bandiera) | A     | Luigi Tommasini  |